# Maderas
Maderas is een stratovulkaan in het departement Rivas in Nicaragua. Samen met de vulkaan Concepción vormt hij het eiland Ometepe in het Meer van Nicaragua. De vulkaan is de kleinere van de twee, maar is in tegenstelling tot zijn broer in historische tijden niet uitgebarsten. De krater van de vulkaan heeft een kratermeer.
De hellingen van de Maderas zijn een van de weinige plaatsen op de Pacifische kant van Nicaragua waar nevelwoud groeit. De enige andere plaats waar dit voorkomt is op de hellingen van de vulkaan Mombacho. Nevelwouden worden gekenmerkt door een rijk planten- en dierenleven als gevolg van de hoge luchtvochtigheid. Op de vulkaan zijn ook prehistorische rotstekeningen gevonden.
Klimmen naar de top van de vulkaan is een populaire toeristische activiteit. Toeristen dienen een gids in te huren om top te beklimmen, omdat een aantal toeristen in het verleden de weg kwijt geraakt zijn. De wandeling naar de top van de krater kan moeilijk zijn, met steile hellingen die modderig worden als het regent. Op het eiland regent het vaak, zodat een gladde klim vaak voorkomt.
Er zijn een aantal interessante soorten die leven bij de vulkaan met inbegrip van de witschouderkapucijnaap, Chiromantes haematocheir, brulapen en een aantal vlindersoorten.

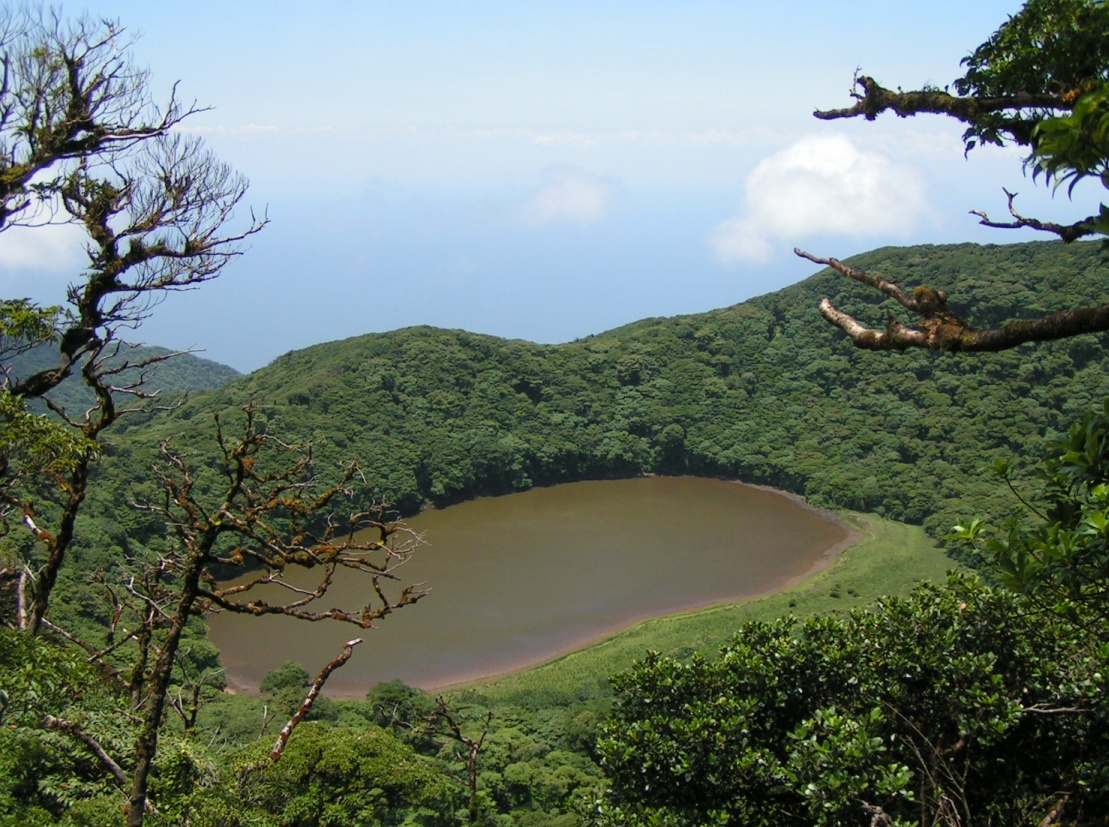
Het kratermeer van de vulkaan